# ویگولانت
ویگولانت (به فرانسوی: Vigoulant) یک کمون (فرانسه) در فرانسه است که در canton of Sainte-Sévère-sur-Indre واقع شده‌است. ویگولانت ۹٫۷۱ کیلومتر مربع مساحت و ۱۳۱ نفر جمعیت دارد و ۳۴۶ متر بالاتر از سطح دریا واقع شده‌است.